# Piété
Ne doit pas être confondu avec la pitié.

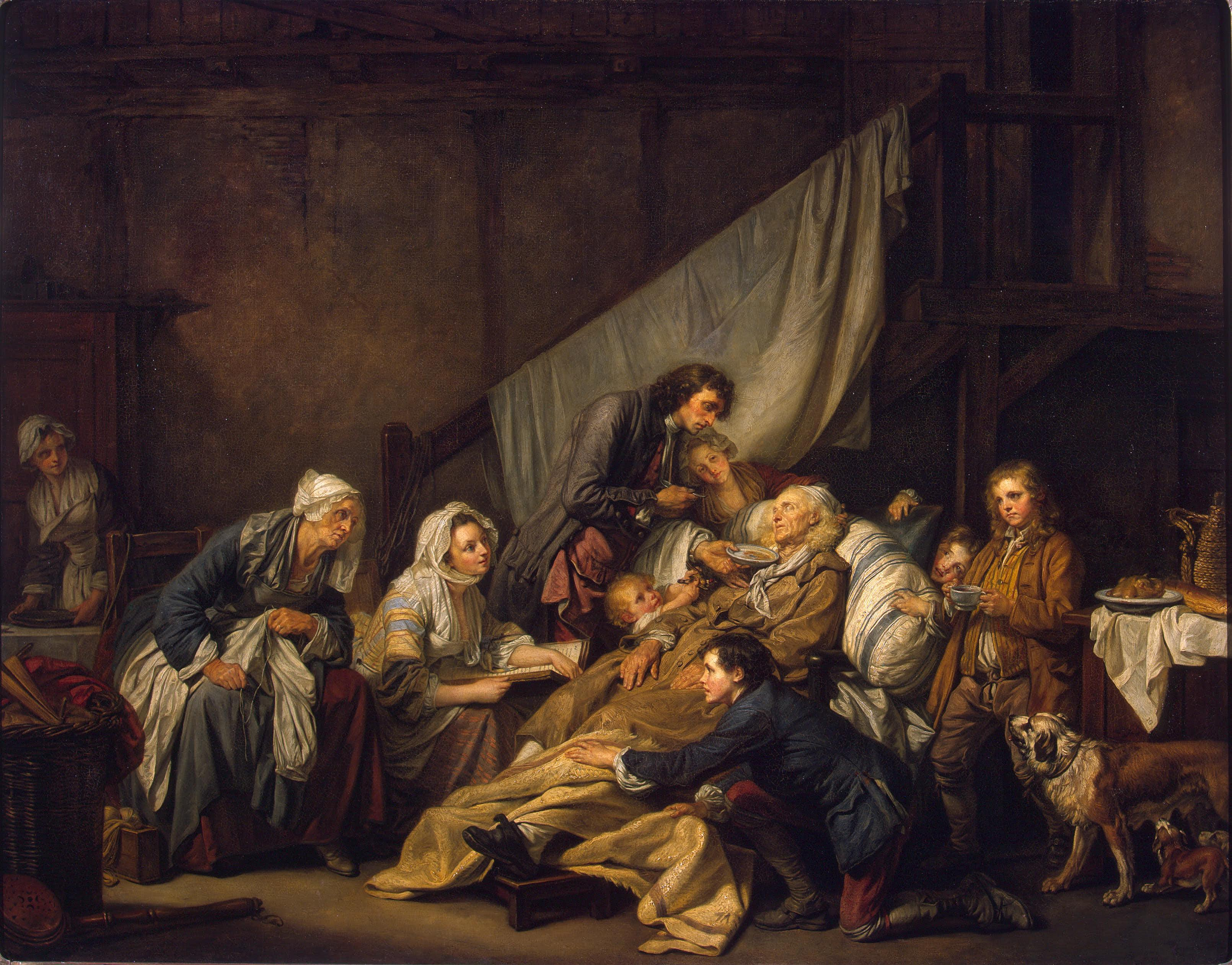
Piété filiale (le paralytique) de Jean-Baptiste Greuze (1763), musée de l'Ermitage, Saint-Pétersbourg, Russie.

Exprimant à l'origine un sentiment de spiritualité et d'humanité, la piété apparaît comme une vertu cultivée dans le cadre des religions.
Il y a un seul mot en latin, pietas, pour désigner le sentiment qui fait reconnaître et accomplir tous les devoirs envers les dieux, les parents, la patrie, etc. Cependant, on peut y distinguer deux dimensions du respect dû à Dieu, celle de l'affection qu'on doit lui porter et celle de l'ascèse ; ces deux dimensions sont présentes dans le mot français “attachement“ et la locution « attachement fervent » peut s'avérer comme un bon synonyme de piété.
En grec ancien, on retrouve cette division puisque l'on a deux mots pour dire piété : le mot eusebeia (de eusebes : respectueux, pieux, fidèle) qui signifie respect, comme amour de Dieu, et le mot hosiotes (de hosios : saint, pur, gracieux) qui signifie respect comme sainteté, vertu, ascèse. L'Euthyphron de Platon traite de la définition de la piété.
La piété est donc à la fois amour respectueux pour les choses de la religion et respect des règles qui en sont les piliers.
Par extension, la piété filiale sera le sentiment respectueux et tendre pour ses parents et les sacrifices que l'on fait pour eux.
En vieux français, on verra d'abord utilisé le mot pitié qui traduisait pietas dans les deux sens du terme et qui se spécialisera ensuite pour désigner le sentiment ; ce n'est que plus tard que l'on verra apparaître le mot piété qui conservera les deux sens : il ne s'agira plus alors de simple sentiment mais de vertu.
Celui qui pratique la vertu de piété peut être qualifié comme quelqu'un de pieux et non pas piétiste comme cela pourrait se faire en d'autres langues ; le vocable piétisme que l'on pourrait convoquer pour désigner la pratique de la piété n'a pratiquement pas été utilisé en français, sauf par dérivation du mot piétiste qui traduit le mot allemand pietist : ayant adopté la doctrine des disciples de Philipp Jacob Spener que l'on nomme en français le piétisme.

## La piété mésopotamienne

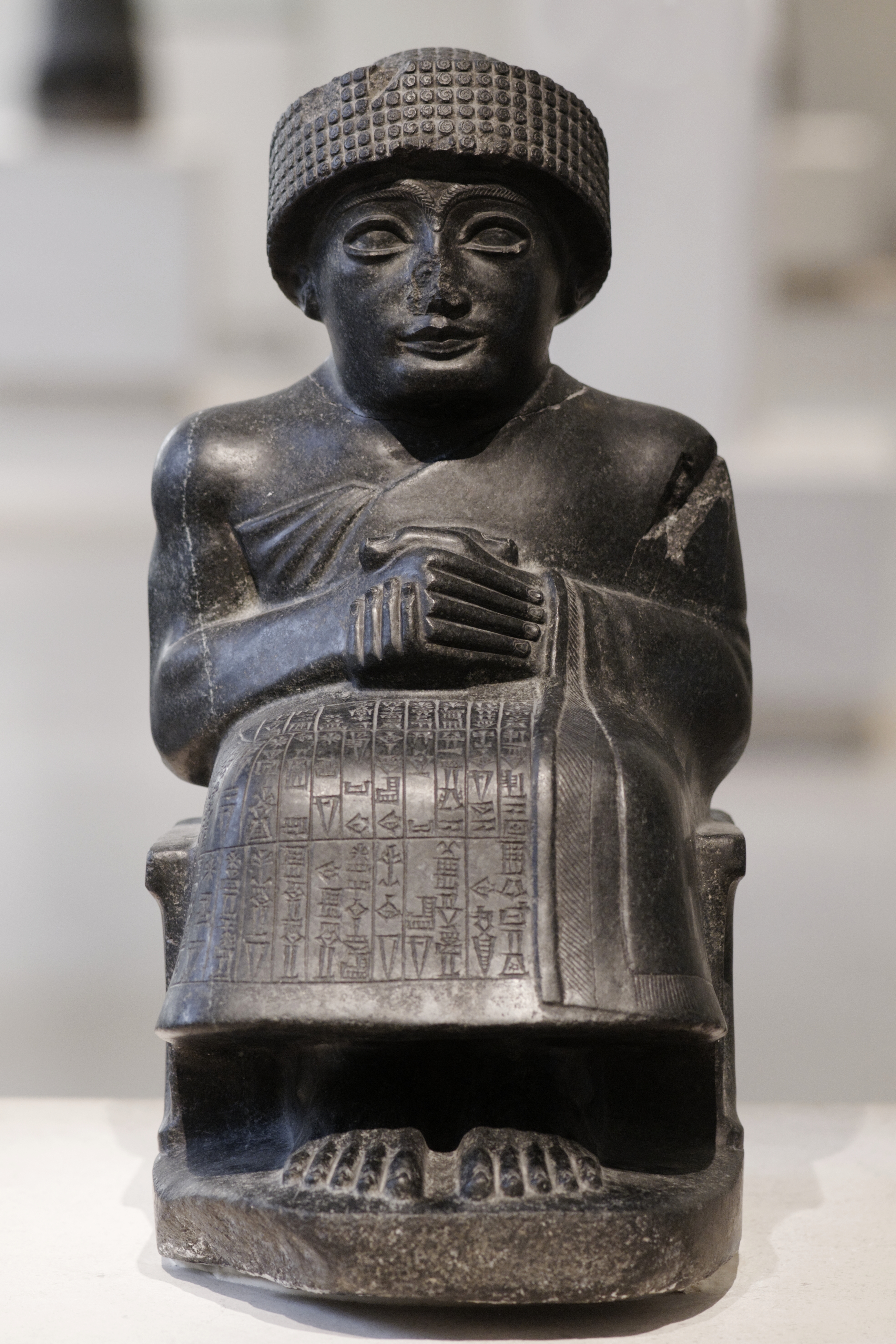
Statue de Gudea dédiée au dieu Ningishzida, 2120 av. J.-C., musée du Louvre.

S'il est possible de parler des rites funéraires à l'époque paléolithique ou néolithique, il faut attendre l'écriture et par conséquent la période historique pour parler de la piété.
Ce n'est que très récemment que la philologie mésopotamienne a pu se développer, et tout particulièrement grâce aux inscriptions sur les objets trouvés lors des fouilles de Lagash, aujourd'hui Tell el-Hiba (province de Dhi Qar, Irak).
Il apparaît clairement que la piété mésopotamienne consistait en deux registres principaux : d'un côté le service des dieux, consistant à rendre aux dieux le service pour lequel ils avaient produit les hommes et de l'autre un culte sacramentel destiné à obtenir des dieux des faveurs ou des avantages en échange d'un culte particulier. Une telle piété doit porter l'adjectif de théurgique ou exorcistique.
Les obligations à l'égard de ces dieux conçus comme des hommes supérieurs se limitaient aux seuls salamalecs ; si un manquement aux règles liturgiques était susceptible de provoquer leur colère, il n'aurait pu être question de leur prêter le moindre intérêt au respect des règles éthiques.
Ainsi le prince Gudéa se proclame le serviteur de  Ningishzida associe le dieu à tous les actes de sa vie publique : donations, promulgations, etc.

## La piété hindouiste: la bhakti
Dérivée de la racine sanskrite bhaj qui signifie à la fois distribuer et recevoir, la bhakti est une sorte de ferveur dévotionnelle d'un fidèle pour une divinité. Selon Nârada : « Bhakti est un amour intense pour Dieu. (...) Lorsqu’un homme y atteint, il aime tous les êtres et n’en hait aucun ; ses besoins sont satisfaits à jamais. (...) Cet amour ne peut être ramené à aucun intérêt en ce monde. ».

## La piété biblique
Dans la Bible, la piété signifie honorer Dieu, de tout son cœur, de toute son âme et de toute sa pensée. La piété se manifeste par les gestes, par l'amour fervent pour Dieu. « L'honneur ne se prend pas seulement pour le respect intérieur ou extérieur, que l'on porte et qu'on rend aux personnes qui nous sont supérieures, et auxquelles on doit des déférences et des distinctions ; il se prend encore pour les services effectifs qu'on leur doit ».
Par exemple :
- « Honore ton père et ta mère, afin que tes jours soient prolongés sur la terre ». (Ex  20,12.) Ce précepte exige que non seulement on donne aux parents des marques de respect et de déférence, mais aussi qu'on leur donne les secours, et qu'on leur rende les services dont ils peuvent avoir besoin.
- Et Salomon : « Fais honneur à Dieu de tes biens, des prémices de tout ton revenu » (Pr 3,9).

Le respect apparaît comme quelque chose qui se mesure : le verbe grec timao veut dire honorer, certes, mais honorer dans le sens de fixer la valeur ou le prix, de juger digne, de timios : d’un grand prix, tenu en honneur, estimé. C'est aussi valable pour les aspects de déférence, de retenue et de crainte naturelle que l'on doit avoir envers Dieu exprimés par le mot yir’ah.

## La piété dans l'islam
Une sourate du Coran : « La piété ne consiste point en ce que vous tourniez vos visages vers le Levant ou le Couchant. Vertueux sont ceux qui croient en Dieu et au jour dernier, aux Anges, aux Livres et aux prophètes, qui donnent pour l'amour de Dieu des secours à leurs proches, aux orphelins, aux nécessiteux, aux voyageurs indigents et à ceux qui demandent l'aide, et pour délier les jougs, qui observent la prière, qui font l'aumône. Et ceux qui remplissent les engagements qu'ils contractent, se montrent patients dans l'adversité, dans les temps durs et dans les temps de violences. Ceux-là sont justes et craignent le Seigneur. »

## La piété antique

### La piété en Israël: Les hassidéens (ou assidéens ou assidiens)
Au VIIe siècle av. J.-C., la centralisation du culte à Jérusalem issue de la réforme deutéronomique avait pour but de mettre un terme aux rites de piété personnelle ou familiale dédiés à d'autres dieux que YHWH.
Si l'on se réfère au mots utilisés dans l'Ancien Testament, cette piété semble avoir été inspirée davantage par la crainte de Dieu (hébreu : yare) que sur l'amour. Il n'empêche que cette piété avait à la fois ses obligations cultuelles (fêtes sacrificielles et pèlerinages) et ses obligations éthiques (tout particulièrement le souci des pauvres (Exode, Deutéronome, Lévitique).
Ce nom, (de l'hébreu hassidim = pieux), qui signifie donc littéralement « les pieux » (voir les piétistes) est celui que se donnèrent vers la fin du IIIe et le début du IIe siècle av. J.-C.. les juifs qui s'opposaient à l'hellénisation de leur peuple pour des raisons religieuses.
Plus que de délivrer Israël du joug étranger, leur but était de maintenir l'idéal religieux d'Esdras, face au paganisme envahissant. Décidés à obtenir une stricte observance de la Loi de leurs ancêtres, ils faisaient preuve d'une grande ferveur religieuse et de beaucoup d'austérité; en outre, ils se refusaient à tout compromis, ce qui a pu les faire considérer comme une secte de fanatiques.
Ces puritains peu politiquement corrects soutinrent la révolte des Maccabées (1 M 2,42.7,13 ; 2 M 14,6), mais sans s'intéresser aux conséquences politiques de cette révolte, mais uniquement à ses conséquences religieuses.
Après que le prêtre Mattathias et ses fils, à l'origine de la dynastie hasmonéenne, aient pris la tête de la
révolte contre les rois séleucides (à partir de 166 av. J.-C.), lorsqu'Antiochus IV Epiphane a voulu contraindre les juifs, sans y parvenir, à renoncer à leur piété envers le Dieu des juifs pour adopter la culture hellénistique, les juifs religieux reprirent eux-mêmes le nom de Hassidim qui avait été traité en dérision.
Opposés au littéralisme biblique des sadducéens, les hassidéens se divisèrent en deux groupes : ceux qui se préoccupaient uniquement du point de vue religieux prirent le nom d'esséniens, ceux qui souhaitaient le retour à la puissance temporelle du peuple juif s'appelèrent les pharisiens.
Selon Flavius Josèphe, les esséniens menaient une vie communautaire et se vouaient au célibat ; le plus souvent, ils refusaient de participer à la vie religieuse de Jérusalem et proclamaient que les prêtres du Temple menaient une vie corrompue. Vêtus de blanc (symbole de la pureté), intransigeants sur les questions religieuses et scrupuleux dans le respect des lois, ils furent rapidement considérés comme une secte de piétistes repliée sur elle-même. Ils s'éteignirent progressivement à partir de 70.
Les pharisiens, plus habiles politiques continuèrent à s'opposer aux sadducéens et aussi aux esséniens qu'ils trouvaient trop enclins à l'ascèse. Leur image a été rendue très négative par le Nouveau Testament qui les faisait apparaître comme des hypocrites. En fait, s'ils furent très attachés à l'observance des lois de pureté alimentaires et rituelles, ainsi qu'au versement obligatoire de la dîme, ils s'établirent après la seconde ruine du temple en 70, à Yavné, firent de l'étude de la Torah le centre de la vie religieuse et jetèrent les bases du judaïsme rabbinique.

## Dictionnaires

### Dictionnaires latins:pio, pietor, pies, pietas, pius, pie, pienter
- Cornucopie : emendatissimum miro ordine novissime insignitum in quo toto opere facilius omnia vocabula reperies atque in sola tabula aliorum antea impressorum prius invenire posses..., Nicolaus Perottus, 1496
- Cornucopiae... opus commentorium linguae latinae... auctor reverendus pater dominus Nicolaus Perottus 1507
- Robert Estienne, Dictionarium seu Latinae linguae thesaurus, Volume 2

### Dictionnaires français: piété, pieux
- Encyclopédie de Diderot et d'Alembert
  - Encyclopédie de Diderot Image ATILF
  - Encyclopédie de Diderot Texte Wikisource
  - Juxtalinéaire texte-image wikisource
- Le Littré
- Grand dictionnaire universel du XIXe siècle
- Dictionnaire encyclopédique de la Bible d'Alexandre Westphal (protestant évangélique) (1932) & atlas biblique
- Informations lexicographiques et étymologiques de « piété »  dans le Trésor de la langue française informatisé, sur le site du Centre national de ressources textuelles et lexicales

### Articles liés
- Éveil spirituel
- Prière
- Louange
- Dévotion
- Dévotion catholique
- Miséricorde
- Piétisme